# Gare de Clermont-La Rotonde
Gare de Clermont-La Rotonde – przystanek kolejowy w Clermont-Ferrand, w departamencie Puy-de-Dôme, w regionie Owernia-Rodan-Alpy, we Francji.
Jest przystankiem Société nationale des chemins de fer français (SNCF), obsługiwanym przez pociągi TER Auvergne.

## Położenie
Znajduje się na wysokości 381 m n.p.m., na 505,708 km linii Bordeaux – Sète, pomiędzy stacjami Royat - Chamalières i Clermont-Ferrand.

## Historia
Przystanek otwarto w 2004.

## Linie kolejowe
- Eygurande - Merlines – Clermont-Ferrand